# Asiatech

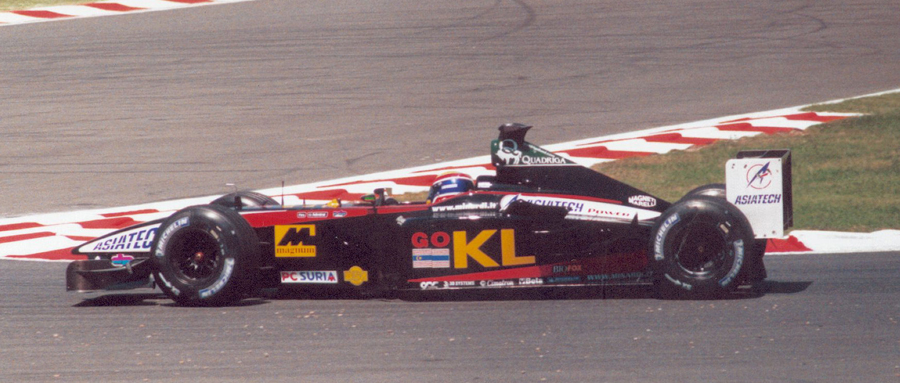
El Minardi de Mark Webber al Gran Premi de França del 2002.

Asiatech va ser la companyia que va adquirir els béns de Peugeot a la Fórmula 1 al final de la temporada 2000 creant uns motors basats en els de Peugeot i que va competir al llarg de dos temporades.

## Història a la F1
A la temporada 2001, Asiatech proveeix dels seus motors V10 a l'escuderia Arrows de franc. Tanmateix, aquests fracassaren eren en gran part i l'equip Arrows l'any següent va decidir pagar i tenir motors de Cosworth.
Per la temporada 2002, a Asiatech li quedava proveir de motors a l'equip Minardi. Però una altra vegada aquests fracassaren i no obtingueren bons resultats.
Durant la temporada 2002, Asiatech començava a considerar la possibilitat de començar la seva pròpia escuderia de Fórmula 1, i adquiria una antiga oficina de disseny de Williams a Didcot. També inscrivien l'ajuda d'Enrique Scalabroni, que dissenyava un prototip de cotxe de F1. El cotxe havia de ser en primer lloc un banc de proves per a motors Asiatech, i llavors posteriorment introduir-los a la temporada de 2004. Tanmateix, Asiatech es plegava al final de l'estació de 2002.
El maig de 2002, hi havia informes que per a la temporada de 2003 Asiatech podria subministrar motors a Jordan, o fins i tot comprar la part de l'equip. Aquests venien després que Honda decidís concentrar els seus esforços de motors en l'equip de BAR, i anunciaven que estarien retirant subministrament de l'equip d'Eddie Jordan al final de la temporada 2002.
Al febrer de l'any 2003, els béns de la companyia de motors Asiatech es venen en una subhasta a París, supervisat per Jacques Martin i Gilles Chausselat. Inclòs en la Subhasta havien 18 motors, un banc de proves, una varietat de màquines i eines, més equip de mesurament electrònic entre altres coses.

## Resum de l'equip a la F1
- Debut: Gran Premi d'Austràlia del 2001
- Curses disputades: 34 (68 monoplaces)
- Victòries: 0
- Pole positions: 0
- Voltes Ràpides: 0
- Podis: 0
- Punts aconseguits al Camp. Mundial: 3
- Millor posició a una cursa: 5 Gran Premi d'Austràlia del 2002
- Ultima cursa disputada: Gran Premi del Japó del 2002